# Хойер-Миллар, Элизабет
Дама Ивелин Луиза Элизабет Хойер-Миллар DBE DL (англ. Dame Evelyn Louisa Elizabeth Hoyer-Millar; 17 декабря 1910 — 26 февраля 1984) — офицер британского флота, директор Женской вспомогательной службы ВМС Великобритании в 1958—1960 годах.

## Биография
Родилась в шотландской семье, корни которой уходят к баронскому роду Инчира. Служила в Добровольческом отделении медицинской помощи в 1939—1941 годы, с 1942 года в рядах Женской вспомогательной службы ВМС, принята как 2-й офицер флота (равноценно званию лейтенанта в 1943 году). Участвовала в подготовке к высадке в Нормандии.
В 1945 году Хойер-Миллар произведена в первые офицеры, затем в старшие офицеры (равноценно званию коммандера). Была суперинтендантом (капитаном) воздушного крыла и учебного отделения Женской вспомогательной службы, в 1958 году назначена директором (командантом-дамой) всей службы. В канун Нового 1952 года награждена орденом Британской империи (звание офицера), в 1960 году в День рождения королевы произведена в дамы-командоры ордена Британской империи. В 1971 году вышла в отставку, стала заместителем депутата от графства Ангус.
В 1960 году дама Элизабет Хойер-Миллар присутствовала на торжественном обеде среди шести выдающихся женщин года. Ей задали вопрос: «Если бы Вы не были собой, кем бы Вы хотели стать?» Хойер-Миллар ответила, что хотела бы стать Еленой Троянской. Также она заметила, рассматривала и леди Гамильтон, но если бы у самой Хойер-Миллар были такие же желания и интересы, как у леди Гамильтон, то её карьера не сложилась бы столь успешно.